# Ingela Josefson
Ingela Josefson, född 18 juni 1943 i Gustavi församling i Göteborg, var rektor för Södertörns högskola till juni 2010 samt professor i arbetslivskunskap vid högskolans Centrum för praktisk kunskap. 
Josefson är dotter till kontraktsprosten Harry Josefson och Märtha, ogift Bergström. Hon blev filosofie magister i Göteborg 1966 och var lektor i svenska vid universitetet Freiburg im Breisgau 1966–1968 samt vid universitetet i Kiel 1968–1971.
Josefson blev doktor i nordiska språk 1975 vid Göteborgs universitet och undervisade där till 1979. Mellan 1979 och 1998 var hon verksam som forskare vid Arbetslivsinstitutet.
År 2000 blev Josefson prorektor för Södertörns högskola och 2003 efterträdde hon Per Thullberg som rektor.
Ingela Josefson är ledamot av styrelsen för Högskolan på Gotland.
Den 18 juli 2002 var hon värd för Sommar i Sveriges Radio P1.
Josefson har skrivit ett förord till nyutgåvan av skriften Intuition av Hans Larsson där hon hävdar att läkare kan ha stor praktiskt nytta av Larssons intuitionsfilosofi.
Hon är sedan 1981 gift med informatikern Bo Göranzon.